# Tipula (Lunatipula) bimacula
Tipula (Lunatipula) bimacula is een tweevleugelige uit de familie langpootmuggen (Tipulidae). De soort komt voor in het Palearctisch gebied.